# Kind of Blue (zespół muzyczny)
Kind of Blue – zespół muzyczny założony w Hamburgu, działający od 1995 roku. W jego skład aktualnie wchodzą: Lidia Kopania i Bernd Klimpel.
Swój pierwszy koncert zespół zagrał w 1996 roku w Hamburgu dla 600 osób. Po zagraniu około 100 koncertów postanowił wziąć udział w konkursie talentów „John Lennon Talent Award”. Po tym wydarzeniu zdecydowali się na nagranie swojego pierwszego albumu i zawarli kontrakt z wytwórnią płytową Eastwest Records. Dostali od niej również propozycję wzięcia udziału w niemieckich preselekcjach do Konkursu Piosenki Eurowizji 2000. Zespół wyraził zgodę. W narodowych selekcjach z piosenką Bitter Blue zajęli 3. miejsce. Pierwszy album nosił tytuł In sight.
W 2002 roku zespół opuściła ówczesna wokalistka Katrin Holst. Na początku 2003 roku w Hamburgu odbyły się przesłuchania na nową wokalistkę. Wygrała je Polka, Lidia Kopania. Ich pierwsza wspólna płyta zatytułowana Beating The Morning Rush ukazała się w Niemczech pod koniec 2004 roku.
W 2005 roku Kind of Blue na czele z Lidią Kopanią wziął udział w konkursie debiutów w Opolu. Zagrali wówczas piosenkę Pocałuj mnie, która nosi identyczny tytuł jak ich kolejny album (tym razem wydany w Polsce).
Wygrana Lidii Kopani w sopockim festiwalu TOPtrendy w 2006 roku zapoczątkowała jej solową karierą. Piosenkarka wydała dwa solowe albumy i zdobyła 1. miejsce w konkursie Piosenka dla Europy 2009, a później reprezentowała Polskę na Konkursie Piosenki Eurowizji 2009, zajmując 12. miejsce w półfinale.

## Dyskografia
- In sight (2000)
- Beating the morning rush (2004)
- Pocałuj mnie (polska edycja) (2005)

Single
- Bitter blue (2000)
- The same (2000)
- Morning light (2004)
- Black and blue (2004)
- Pocałuj mnie (2005)
- Sleep (2006 w Polsce)